# ميسيل كورديرو جونيور
ميسيل كورديرو جونيور (بالإنجليزية: Angel Cordero, Jr.)‏ هو فارس أمريكي، ولد في 8 مايو 1942 في سانتورس ‏ في الولايات المتحدة.

## وصلات خارجية
- ميسيل كورديرو جونيور على موقع إن إن دي بي (الإنجليزية)
- ميسيل كورديرو جونيور على موقع ديسكوغز (الإنجليزية)